# Пјанка (Бергамо)
Пјанка је насеље у Италији у округу Бергамо, региону Ломбардија.
Према процени из 2011. у насељу је живело 33 становника. Насеље се налази на надморској висини од 814 м.